# Lia Manoliu
Lia Manoliu (Chişinău, 25 de abril de 1932 — Bucareste, 9 de janeiro de 1998) foi uma atleta romena, campeã olímpica do lançamento do disco e a primeira atleta a participar de seis Jogos Olímpicos.
Fez sua estréia em Olimpíadas em Helsinque 1952, ficando com a 6ª colocação com um lançamento de 42,64 m. Quatro anos depois, em Melbourne 1956, ficou em 9º lugar, apesar de melhorar sua marca para 43,90 m. Em Roma 1960 Lia ganhou sua primeira medalha olímpica, de bronze, com um lançamento de 52,36 m. Repetiu a mesma medalha em Tóquio 1964, em sua quarta participação olímpica, com uma marca de 56,96 m na última tentativa, após manter o 4º lugar durante toda a prova.
Durante o inverno de 1967-68 no hemisfério norte, a Federação de Atletismo Romena informou à Manoliu que ela estava muito velha – 35 anos – para tentar outra participação olímpica e avisada que não mais se preocupasse em retornar para as sessões de treinamento da equipe. Isto fez apenas com que sua determinação aumentasse e após meses de treinamento duro e solitário, afastada da equipe, ela conseguisse se qualificar na seletiva para disputar os Jogos da Cidade do México em 1968. Durante os Jogos, ela sofreu uma lesão no braço que usava para seus lançamentos e o médico da equipe romena lhe disse que ela teria condição de fazer apenas um lançamento na final. Um único lançamento foi o que ela precisou para lançar o disco a 58,28 m em sua primeira tentativa e com isso conquistar a medalha de ouro olímpica e um novo recorde olímpico.
Em 1972, seu último ano de competições, Manoliu recebeu da UNESCO o Prêmio Fairplay por sua carreira e seu apoio aos ideais de competições justas e leais. Em sua sexta e última participação olímpica, Munique 1972, aos 40 anos, ela ficou em 9º lugar no arremesso de disco feminino, com a marca de 58,50 m. Ironicamente, esta marca que lhe deu apenas a 9ª colocação em Munique, era melhor que a marca que havia lhe dado a medalha de ouro quatro anos antes na Cidade do México.
Lia Manoliu foi a primeira competidora do atletismo a disputar seis Jogos Olímpicos, fato que só seria igualado em Atlanta 1996 pela britânica Tessa Sanderson, do lançamento do dardo, campeã olímpica em Los Angeles 1984, e ultrapassada apenas pela velocista jamaicana e depois eslovena Merlene Ottey, em Atenas 2004.
De 1990 até 1998 ela foi presidente do Comitê Olímpico Romeno e serviu como senadora eleita na primeira legislatura com eleições livres no país (1990 – 1992) após a queda do regime comunista. Morreu em janeiro de 1998 aos 65 anos, de ataque cardíaco, após entrar em coma durante uma cirurgia para retirar um tumor cerebral uma semana antes. O  Estádio Lia Manoliu, em Bucareste, foi batizado em sua homenagem. Demolido e reconstruído em 2007 com o nome de Arena Națională, o complexo esportivo do qual passou a fazer parte foi batizado como Complexo Esportivo Nacional Lia Manoliu.